# Eline Powell
Eline Powell (geboren als Eline Pauwels, Leuven, 12 april 1990) is een Belgische actrice.

## Biografie
Eline Pauwels werd in 1990 geboren in Leuven als kind van Rudi Pauwels, een biotechpionier en oprichter van Biocartis. Pauwels woonde tot haar 14 jaar in het Mechelse en daarna even in Zwitserland, om vervolgens definitief naar Engeland te verhuizen. Ze studeerde in 2011 af aan de Royal Academy of Dramatic Art in Londen waar ze een BA in acteren behaalde, met specialisatie ballet, hiphop, Flamenco, zingen en viool. Pauwels woont in Engeland terwijl haar ouders terug naar Mechelen verhuisden. Pauwels spreekt Nederlands, Frans en Engels.

### Carrière
Powell startte haar carrière in 2011 in de korte film For Elsie, die op verschillende studentenfilmfestivals bekroond werd. Buiten enkele kleine rollen in speelfilms kreeg ze in 2014 de hoofdrol in de Italiaanse dramafilm Anita B. waarvoor ze de Capri Breakout Actress Award won. Voor televisie speelde ze in 2016 twee afleveringen mee in Game of Thrones en ze speelt de hoofdrol als zeemeermin in de Amerikaanse televisieserie Siren.

## Filmografie

### Films
- 2017: King Arthur: Legend of the Sword
- 2017: Novitiate
- 2016: Stoner Express
- 2014: Anita B.
- 2012: Quartet
- 2012: Private Peaceful
- 2011: For Elsie (kortfilm)

### Televisie
- 2018-2020: Siren
- 2016: Game of Thrones (2 afleveringen)
- 2012: The Fear

## Prijzen en nominaties
De belangrijkste:
| Jaar | Prijs               | Categorie                    | Film     | Uitslag  |
| ---- | ------------------- | ---------------------------- | -------- | -------- |
| 2014 | Capri Film Festival | Capri Breakout Actress Award | Anita B. | Gewonnen |